# Dáýren Nurǵojın
Dáýren Nurǵojın (in kazako Дәурен Нұрғожин?; 21 maggio 1990) è un ex giocatore di calcio a 5 kazako.

## Carriera
Durante la militanza nel Tulpar, venne convocato dalla nazionale maschile under 21 di calcio a 5 del Kazakistan al campionato europeo di categoria, nel quale la selezione asiatica fu eliminata al primo turno.